# Yvon Ledanois
Pour les articles homonymes, voir Ledanois.
Yvon Ledanois, né le 5 juillet 1969 à Montreuil-sous-Bois, est un coureur cycliste puis directeur sportif français. Professionnel de 1990 à 2001, il remporte notamment une étape du Tour d'Espagne 1997, qu'il termine 10e au classement général. Directeur sportif d'équipes professionnelles depuis 2008, il exerce cette fonction chez Arkéa-Samsic de 2018 à 2022. Il est le père de Kévin Ledanois.

## Biographie
En 2008, il devient directeur sportif au sein de l'équipe Caisse d'Épargne, devenue Movistar en 2011.
Il est recruté en 2013 par l'équipe BMC Racing.
En 2018, il quitte BMC Racing pour rejoindre l'équipe continentale professionnelle Fortuneo-Samsic, afin notamment d'y diriger Warren Barguil. Il quitte cette formation en fin d'année 2022 pour rejoindre Movistar.

## Palmarès

### Palmarès amateur
- 1988
  - Paris-Sorel-Moussel
  - Grand Prix de l'Équipe
- 1989
  -  Champion de France militaires
  - 2e de Manche-Atlantique
  - 2e du Circuit de l'Aisne
  - 2e du championnat de France de poursuite par équipes
  - 3e de la Ronde de l'Isard
  - 3e du Tour d'Eure-et-Loir

### Palmarès professionnel
- 1990
  - Châteauroux-Limoges
- 1995
  - 9e de Paris-Nice
- 1997
  - 7e étape du Tour d'Espagne
  - 2e étape du Tour de l'Ain
  - 3e du Tour de l'Ain
  - 9e du Grand Prix de Suisse
  - 10e du Tour d'Espagne

## Résultats sur les grands tours

### Tour de France
3 participations
- 1992 : 42e
- 1993 : abandon (12e étape)
- 1995 : 30e

### Tour d'Espagne
1 participation
- 1997 : 10e, vainqueur de la 7e étape

### Tour d'Italie
2 participations
- 1992 : abandon (16e étape)
- 2000 : abandon (5e étape)